# La letteratura nazista in America
La letteratura nazista in America è un romanzo dello scrittore cileno Roberto Bolaño pubblicato originariamente nel 1996. Scritto come se fosse una sorta di compendio enciclopedico di scrittori di estrema destra originari delle Americhe e delle loro relative opere, è tuttavia totalmente inventato dell'autore, che definì il libro:
(Roberto Bolaño)
Gli autori e le opere “recensiti” da Bolaño sono dunque esclusivamente frutto della sua fantasia, come l'autore ha appreso dalla lezione di un altro grande sudamericano, Jorge Luis Borges.

## Trama
(Roberto Bolaño, lettera a Waldo Rojas, settembre 1993)
Il libro è composto dalle biografie apocrife di trentadue scrittori americani, dall'Argentina agli Stati Uniti, di lunghezza variabile; l'ultima della serie, oltre a essere la più lunga, è un racconto vero e proprio: “Ramírez Hoffman, l'infame”, incentrato per l'appunto sulla "controversa" figura di Carlos Ramírez Hoffman che, infatti, sarà lo stesso personaggio che fa da protagonista, con il nome di Carlos Wieder, al quasi contemporaneo romanzo Stella distante. Vi si raccontano vite, opera e pensiero di autori totalmente immaginari; inoltre, in coda è presente un'appendice intitolata Epilogo per mostri che contiene anche riepiloghi alfabetici di autori, case editrici, riviste e libri citati nelle biografie.

Più che una serie di micro-racconti, La letteratura nazista in America è uno spiritoso tentativo di mettere in discussione il rapporto di molti scrittori con la letteratura: l'ansia di riconoscimento pubblico, i compromessi, le canagliate per affermarsi.
Il libro è diviso in sezioni, che raggruppano gli scrittori a seconda della vocazione letteraria o del paese di origine:
| #  | Sezione                                        | Scrittore                                                                                 | Nascita             | Anno | Morte              | Anno |
| -- | ---------------------------------------------- | ----------------------------------------------------------------------------------------- | ------------------- | ---- | ------------------ | ---- |
| 1  | «I Mendiluce»                                  |                                                                                           |                     |      |                    |      |
| 1  | «I Mendiluce»                                  | «Edelmira Thompson de Mendiluce»                                                          | Buenos Aires        | 1894 | Buenos Aires       | 1993 |
| 1  | «I Mendiluce»                                  | «Juan Mendiluce Thompson»                                                                 | Buenos Aires        | 1920 | Buenos Aires       | 1991 |
| 1  | «I Mendiluce»                                  | «Luz Mendiluce Thompson»                                                                  | Berlino             | 1928 | Buenos Aires       | 1976 |
| 2  | «Gli eroi mobili o La fragilità degli specchi» |                                                                                           |                     |      |                    |      |
| 2  | «Gli eroi mobili o La fragilità degli specchi» | «Ignacio Zubieta»                                                                         | Bogotà              | 1911 | Berlíno            | 1945 |
| 2  | «Gli eroi mobili o La fragilità degli specchi» | «Jesús Fernández-Gómez»                                                                   | Cartagena de Indias | 1910 | Berlíno            | 1945 |
| 3  | «Precursori e antilluministi»                  |                                                                                           |                     |      |                    |      |
| 3  | «Precursori e antilluministi»                  | «Mateo Aguirre Bengoechea»                                                                | Buenos Aires        | 1880 | Comodoro Rivadavia | 1940 |
| 3  | «Precursori e antilluministi»                  | «Silvio Salvático»                                                                        | Buenos Aires        | 1901 | Buenos Aires       | 1994 |
| 3  | «Precursori e antilluministi»                  | «Luiz Fontaine Da Souza»                                                                  | Rio de Janeiro      | 1900 | Río de Janeiro     | 1977 |
| 3  | «Precursori e antilluministi»                  | «Ernesto Pérez Masón»                                                                     | Matanzas            | 1908 | New York           | 1980 |
| 4  | «I poeti maledetti»                            |                                                                                           |                     |      |                    |      |
| 4  | «I poeti maledetti»                            | «Pedro González Carrera»                                                                  | Concepción          | 1920 | Valdivia           | 1961 |
| 4  | «I poeti maledetti»                            | «Andrés Cepeda Cepeda, detto El Doncel»                                                   | Arequipa            | 1940 | Arequipa           | 1986 |
| 5  | «Letterate e viaggiatrici»                     |                                                                                           |                     |      |                    |      |
| 5  | «Letterate e viaggiatrici»                     | «Irma Carrasco»                                                                           | Puebla              | 1910 | Città del Messico  | 1966 |
| 5  | «Letterate e viaggiatrici»                     | «Daniela de Montecristo»                                                                  | Buenos Aires        | 1918 | Cordova            | 1970 |
| 6  | «Due tedeschi in capo al mondo»                |                                                                                           |                     |      |                    |      |
| 6  | «Due tedeschi in capo al mondo»                | «Franz Zwickau»                                                                           | Caracas             | 1946 | Caracas            | 1971 |
| 6  | «Due tedeschi in capo al mondo»                | «Willy Schürholz»                                                                         | Colonia Renacer     | 1956 | Kampala            | 2029 |
| 7  | «Preveggenza, fantascienza»                    |                                                                                           |                     |      |                    |      |
| 7  | «Preveggenza, fantascienza»                    | «J. M. S. Hill»                                                                           | Topeka              | 1905 | New York           | 1936 |
| 7  | «Preveggenza, fantascienza»                    | «Zach Sodenstern»                                                                         | Los Angeles         | 1962 | Los Angeles        | 2021 |
| 7  | «Preveggenza, fantascienza»                    | «Gustavo Borda»                                                                           | Guatemala           | 1954 | Los Angeles        | 2016 |
| 8  | «Maghi, mercenari, miserabili»                 |                                                                                           |                     |      |                    |      |
| 8  | «Maghi, mercenari, miserabili»                 | «Segundo José Heredia»                                                                    | Caracas             | 1927 | Caracas            | 2004 |
| 8  | «Maghi, mercenari, miserabili»                 | «Amado Couto»                                                                             | Juiz de Fora        | 1948 | Parigi             | 1989 |
| 8  | «Maghi, mercenari, miserabili»                 | «Carlos Hevia»                                                                            | Montevideo          | 1940 | Montevideo         | 2006 |
| 8  | «Maghi, mercenari, miserabili»                 | «Harry Sibelius»                                                                          | Richmond            | 1949 | Richmond           | 2014 |
| 9  | «I mille volti di Max Mirebalais»              | «Max Mirebalais, alias Max Kasimir, Max Von Hauptmann, Max le Gueule, Jacques Artibonito» | Port-au-Prince      | 1941 | Les Cayes          | 1998 |
| 10 | «Poeti del Nordamerica»                        |                                                                                           |                     |      |                    |      |
| 10 | «Poeti del Nordamerica»                        | «Jim O'Bannon»                                                                            | Macon               | 1940 | Los Angeles        | 1996 |
| 10 | «Poeti del Nordamerica»                        | «Rory Long»                                                                               | Pittsburgh          | 1952 | Laguna Beach       | 2017 |
| 11 | «La Fratellanza Ariana»                        |                                                                                           |                     |      |                    |      |
| 11 | «La Fratellanza Ariana»                        | «Thomas R. Murchison, alias El Texano»                                                    | Las Cruces          | 1923 | Walla Walla        | 1979 |
| 11 | «La Fratellanza Ariana»                        | «John Lee Brook»                                                                          | Napa                | 1950 | Los Angeles        | 1997 |
| 12 | «I favolosi Schiaffino»                        |                                                                                           |                     |      |                    |      |
| 12 | «I favolosi Schiaffino»                        | «Italo Schiaffino»                                                                        | Buenos Aires        | 1948 | Buenos Aires       | 1982 |
| 12 | «I favolosi Schiaffino»                        | «Argentino Schiaffino»                                                                    | Buenos Aires        | 1956 | Detroit            | 2015 |
| 13 | «Ramírez Hoffman, l'infame»                    | «Carlos Ramírez Hoffman»                                                                  | Santiago            | 1950 | Lloret de Mar      | 1998 |

## Critica
L'influenza di Borges, per citare solo il più conosciuto precursore di Bolaño sulla medesima strada, è evidente e riconosciuta dall'autore stesso:
(Roberto Bolaño, lettera a Waldo Rojas, dicembre 1993)
Tuttavia si possono individuare altri precedenti riferimenti, come le Vite immaginarie dello scrittore francese Marcel Schwob, i Retratos reales y imaginarios del messicano Alfonso Reyes e La sinagoga degli iconoclasti  dell'argentino Juan Rodolfo Wilcock: autori definiti da Bolaño con modestia gli zii, i genitori e i padrini del mio libro che senza dubbio è il peggiore di tutti. 
In realtà il “nazismo” degli autori raccontati appare piuttosto evanescente: spesso si tratta di cattolicesimo conservatore, e più spesso ancora di squallide astuzie di personaggi marginali nella vita culturale d'America. Ciò che emerge è una solitudine esistenziale dei protagonisti, diventati metafora del miserabile mestiere dello scrittore, praticato da gente convinta, al contrario, che sia magnifico. In questo modo La letteratura nazista in America presenta una situazione di solito assente (anche se politicamente significativa) nella rappresentazione tradizionale dell'America latina e degli USA, che apparenta strettamente il Nuovo Mondo con l'Europa: e cioè il pensiero e l'attività dell'estrema destra e i suoi legami sociali e criminali.

## Edizioni
- Roberto Bolaño, La letteratura nazista in America, traduzione di Angelo Morino e Enza Sanfilippo, Palermo, Sellerio, 1998,  p. 256, ISBN 88-389-1451-6.
- Roberto Bolaño, La letteratura nazista in America, traduzione di Maria Nicola, Roma, Adelphi, 2013,  p. 250, ISBN 978-88-459-2814-7.